# Forêt du Risoux

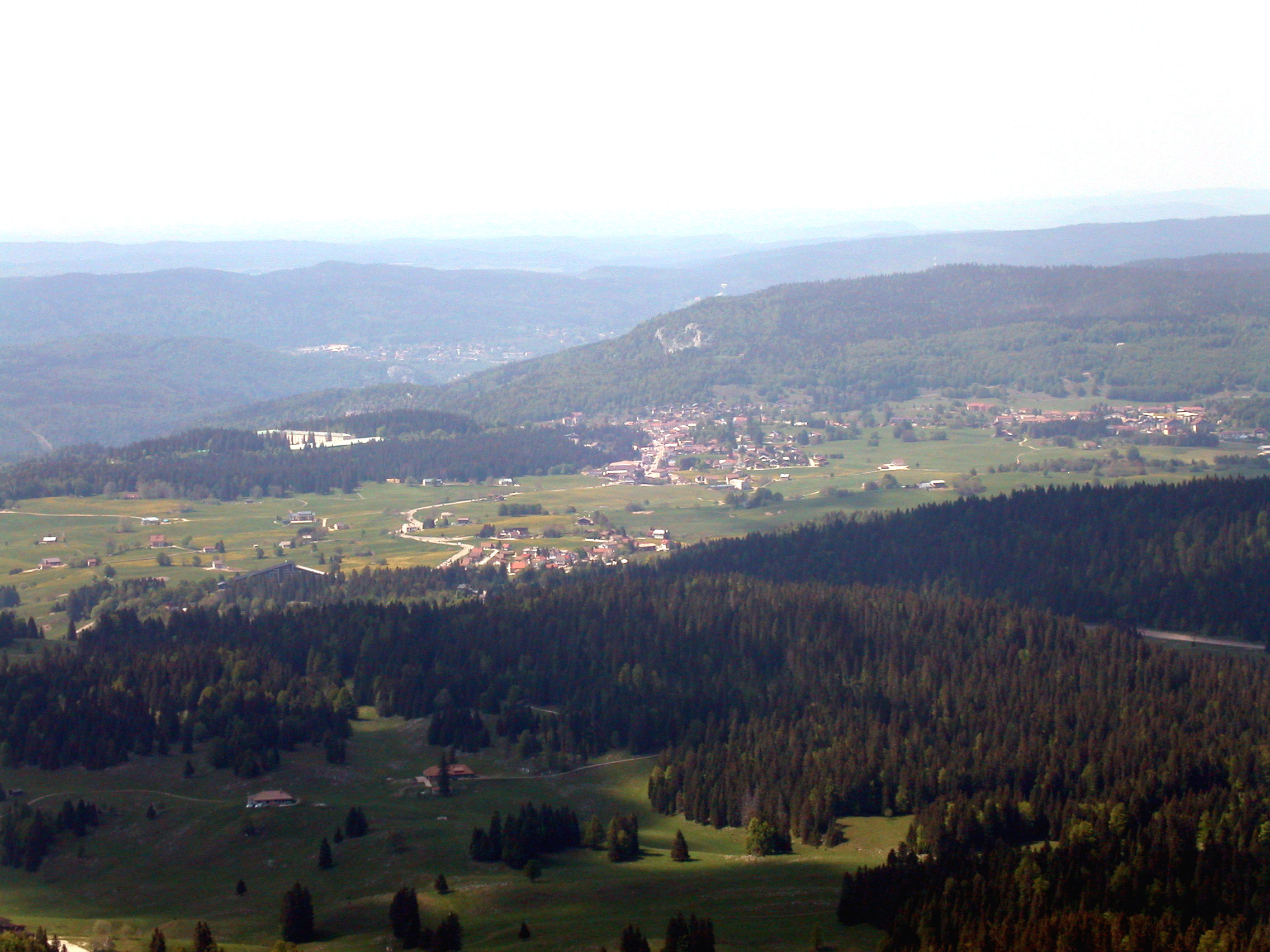
Vue depuis la Dôle en direction des Rousses et de la forêt du Risoux en haut à droite de la localité.

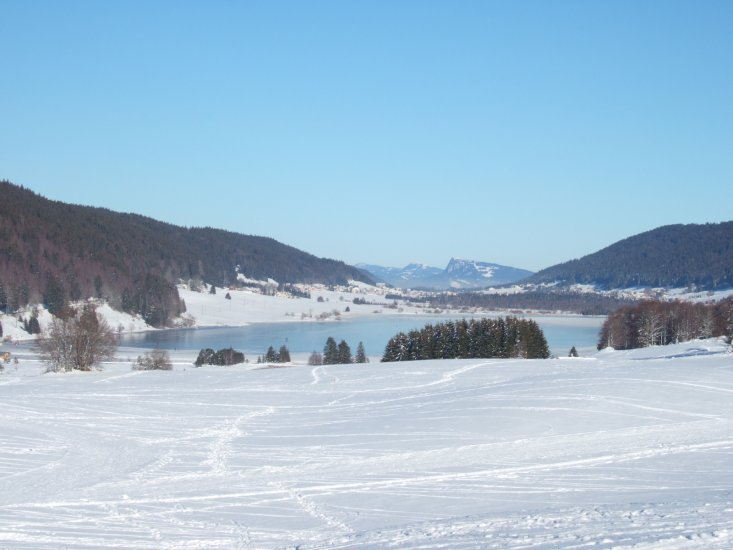
Vue du lac des Rousses et la forêt du Risoux à gauche.

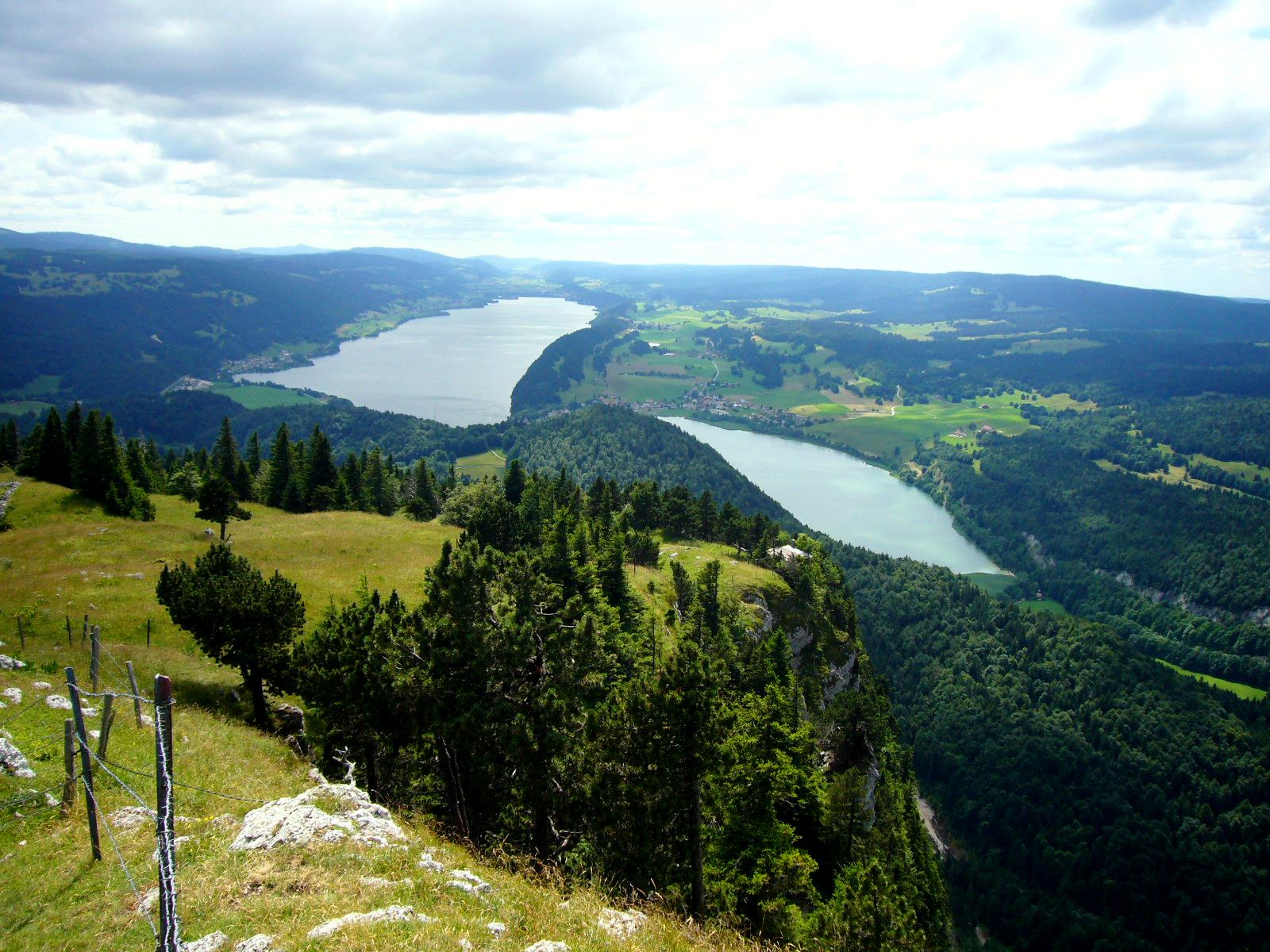
Vue du lac de Joux, du lac Brenet et, à droite, de la forêt du Risoux sur le versant sud du mont Risoux.

La forêt du Risoux ou forêt du Risoud (forme parfois utilisée en Suisse) est un massif forestier franco-suisse du massif du Jura, situé dans le département du Jura et le canton de Vaud et s'étendant sur 22 km².
Sa superficie, sa densité et sa situation géographique sont à l'origine de nombreuses légendes et elle a été le théâtre de plusieurs épisodes historiques notables.

## Dénomination
Sur les cartes topographiques suisses, la partie suisse de la forêt est appelée « Grand Risoux ».

## Superficie et dimensions
Dans la partie française, le site Natura 2000 (Jura : 98 % ; Doubs : 2 %) du massif du Risoux a une superficie de 1 843 ha (18,43 km2) et des altitudes de 1 076 à 1 291 m (moyenne : 1 225 m) (communes de Bois-d'Amont, Bellefontaine, Les Rousses, Chapelle-des-Bois).

## Géographie

### Localisation
En France, la forêt du Risoux se trouve sur le territoire du département du Jura (communes de Hauts de Bienne (nouvelle commune incluant notamment Morez), des Rousses, de Bois-d'Amont, de Morbier et de Bellefontaine).

### Relief, hydrographie et géologie
La forêt du Risoux recouvre la partie sud de l'anticlinal du mont Risoux.

### Environnement
La partie centrale de la forêt est protégée par un site Natura 2000 dénommé "Massif du Risoux".

## Histoire

### Seconde Guerre mondiale
La forêt du Risoux joue un rôle important durant l'occupation de la France par l'Allemagne comme voie de passage clandestine vers la Suisse, le département du Jura se trouvant dès juin 1940 en zone occupée.
De 1941 à 1944, de nombreux Juifs échappent à la déportation en traversant la forêt du Risoux grâce à une filière organisée, entre autres, par les Françaises Victoria et Madeleine Cordier et les Suisses Anne-Marie Im-Hof Piguet et Fred Reymond. Victoria Cordier les amenait de nuit au refuge de L'Hôtel d'Italie, situé sur la commune du Chenit en Suisse. Un monument inauguré en 2014 au Pont commémore le souvenir des passeurs du Risoux, tous désignés comme Juste parmi les nations.

## Activités économiques

### Exploitation forestière
Dans le canton de Vaud, la forêt du Risoux fournit notamment du bois d'harmonie pour la lutherie grâce à des épicéas plusieurs fois centenaires. La très lente croissance de ces conifères leur confère un bois très serré et très tonique bien adapté à la fabrication de tables d'harmonie.

### Loisirs
Des itinéraires de randonnée en ski de fond sont aménagés dans le massif. La circulation de véhicules à moteurs y est interdite sur la partie suisse en vertu de l'article 15 alinéa 1 de la loi fédérale du 4 octobre 1991 sur les forêts, mais certains tronçons restent ouverts à la circulation (détails sur site web de la commune du Chenit).

### Cartographie
- Swiss Map 25. (2005-2007) [DVD]. Wabern: Office fédéral de la topographie.